# Frans Ykens

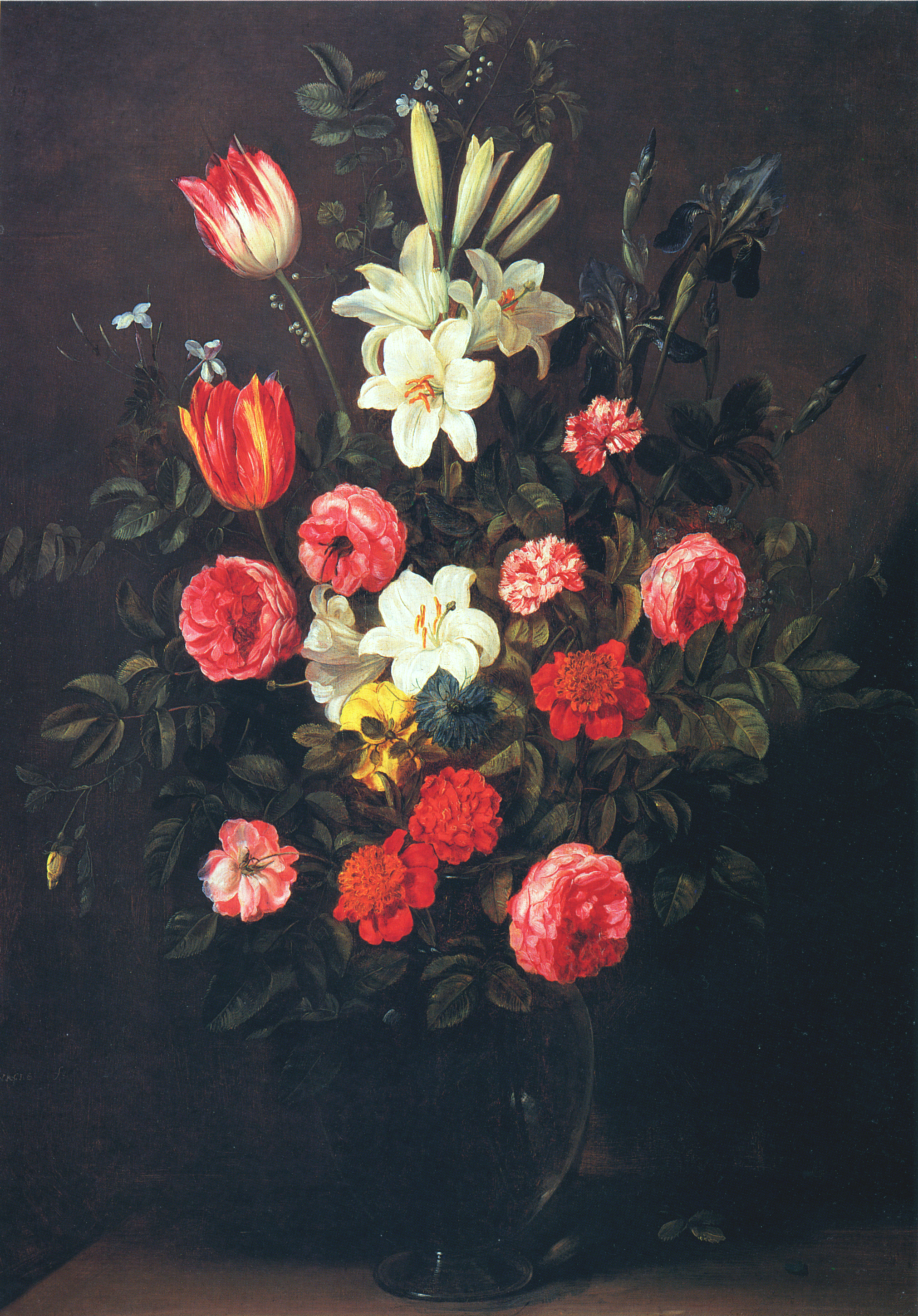
Ram de flors en gerra de vidre

Frans Ykens (Anvers, 1601-Brussel·les, 1693), va ser un pintor barroc flamenc especialitzat en naturaleses mortes, garlandes i flors.
Es va formar amb el seu oncle Osias Beert i va ingressar al gremi de Sant Lluc de la seva ciutat natal el 1630. En 1635 va casar amb Caterina Ykens-Floquet, filla de Lluc Floquet I, pintora de flors ella mateixa i germana de tres pintors.
En la seva llarga carrera va rebre influències de les natures mortes de Willem Claesz Pudi i de les garlandes amb imatges religioses a la manera de Daniel Seghers, del que un exemple es troba en la Verge amb el Nen en garlanda de flors del Museu de Belles arts de Caen. Com a prova de la popularitat que va aconseguir en la seva època se citen els sis quadres de Ykens que van ser propietat de Rubens. El Museu del Prado guarda dues obres seves signades el 1646: Rebost i Taula.